# Тэцуо: Человек-пуля
«Тэцуо: Человек-пуля» (англ. Tetsuo: The Bullet Man ) — японский фильм Синъи Цукамото 2009 года, и ставший третьей и заключительной частью трилогии, начатой фильмами «Тэцуо: Железный человек» (1989) и «Тэцуо 2: Человек-молот» (1992). Как и другие фильмы «Тэцуо», он повествует о человеке, который после гибели своего сына в автокатастрофе начинает превращаться в разъярённое чудовище из железа, похожее на металлический сплав огнестрельного оружия. В отличие от предыдущих фильмов, «Человек-пуля» снят преимущественно на английском языке, что стало предметом дисскусий у критиков. Главные роли в нём исполнили Эрик Боссик, Акико Моно, Юко Накамура, Стивен Сарразин и сам Цукамото. Премьера фильма состоялась на Венецианском кинофестивале 5 сентября 2009 года, тогда как кинотеатральная премьера состоялась в Японии 22 мая 2010 года, дистрибьютором выступила компания Asmik Ace Entertainment.

## Сюжет
Действия разворачиваются в Токио, в семье Энтони — бизнесмена японско-американского происхождения, а также его жены Юрико и сына Тома. Однажды автокатастрофа уносит жизнь Тома, и Энтони впадает в ярость, после чего начинает покрываться металлом.

## В ролях
- Эрик Боссик — Энтони[1]
- Акико Моно — Юрико[2]
- Юко Накамура — Мицу[2]
- Стивен Саразин — Райд[2]
- Синъя Цукамото — Яцу[2]
- Томорово Тагути — человек чистящий зубы (камео)[3]

## Производство
После премьеры «Тэцуо 2: Человек-молот» (1992), который привлёк международное внимание, к режиссёру Синъи Цукамото обратился американский продюсер, с предложением снять третий фильм о Тэцуо, действие которого бы происходили в Соединённых Штатах, однако из-за проблем поиском финансирования и творческими разногласиями с продюсерами этот проект так и не был запущен в производство. Квентин Тарантино также интересовался проектом и был назначен продюсером, но «процесс Цукамото был слишком медленным», и Тарантино отказался от проекта.
Цукамото упомянул что на протяжении 90х годов проект по съёмкам третьего фильма не были запущены из-за навязанных ему продюсерами условий, вплоть до того с какими актёрами ему придётся работать, и подстраивать съёмочный период под довольно небольшое количество съёмочных дней.
Однако, в 2004 году после работы над фильмом «Витал» Цукамото вновь выразил готовность вернуться к наработкам и проекту третьего фильма «Тэцуо». В итоге Цукамото помимо режиссёрского кресла, участвовал в проекте и как актёр исполнив роль антагониста, и как сценарист наравне с Хисакацу Куроки, и как и как оператор-постановщик, разделив обязанности с операторами Такаюки Сида и Сатоси Хаяси, а также как монтажёр совместно с Юдзи Амбэ. Продюсерами фильма выступили Синъити Кавахара и Масаюки Танэсима.

### Музыка
Чу Исикава написал большую часть музыки к фильму, однако в заключительных титрах присутствует заглавный трек фильма «Theme for Tetsuo: The Bullet Man» авторства Трента Резнора из индастриал-группы Nine Inch Nails . Цукамото заявил, что такое сотрудничество с Резнором ознаменовало реализацию его давних амбиций по работе с группой: раннее Цукамото сотрудничал с Резнором в рекламном ролике для MTV Japan снятым в стилистике фильмов «Тэцуо».

## Премьера

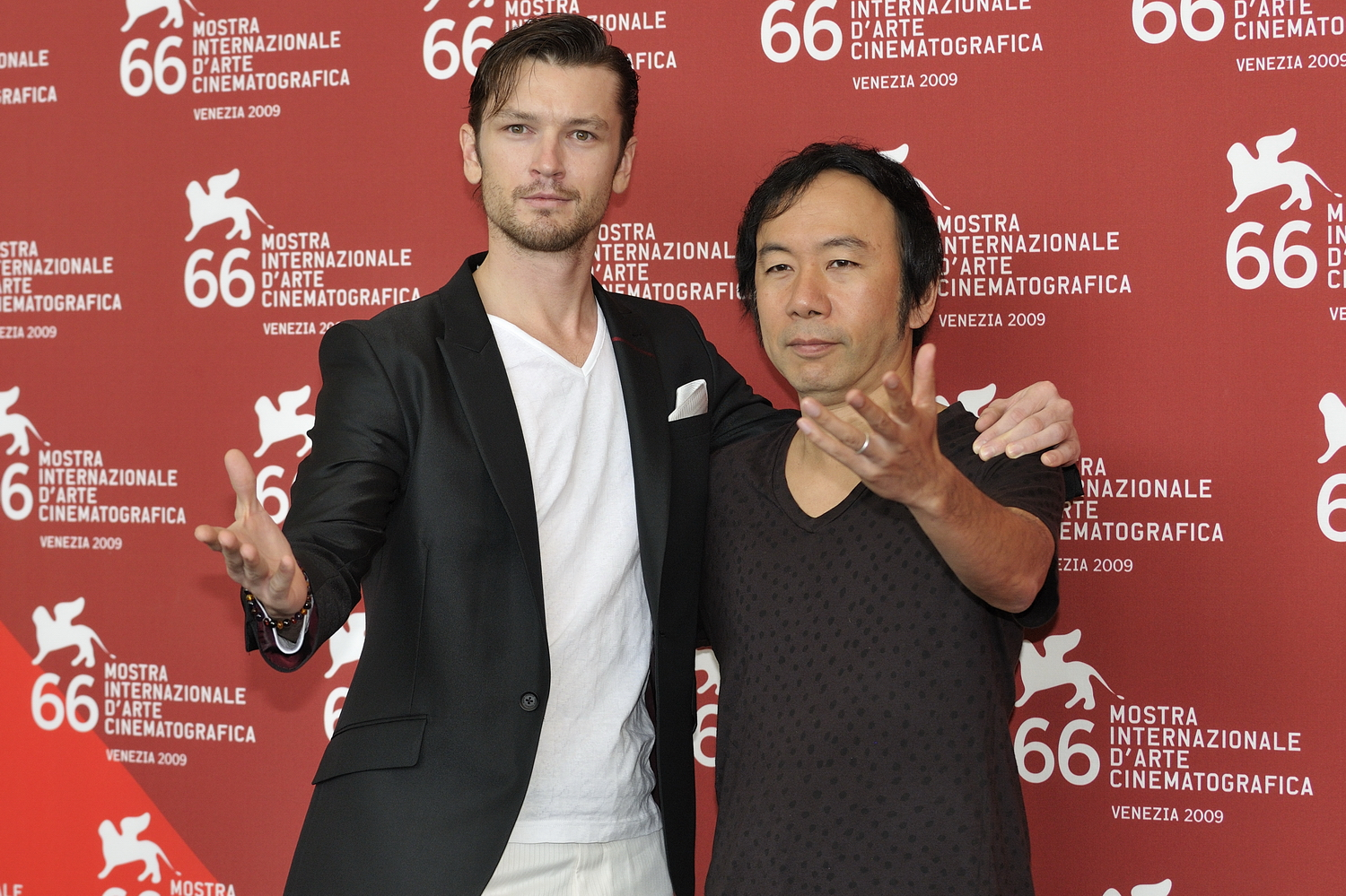
Синья Цукамото и исполнитель главной роли Эрик Боссик на премьере фильма в Венеции в 2009 году

Премьера «Тэцуо: Человек-пуля» состоялась 5 сентября 2009 года в рамках Венецианского международного кинофестиваля, хотя Цукамото был недоволен показанной версией фильма и позже его перемонтировал. Премьера обновлённой версии состоялась в США 25 апреля 2010 года в рамках кинофестиваля «Трайбека». В июле 2010 года IFC Midnight приобрела права на дистрибуцию фильма в Северной Америке и цифровые права на Ближнем Востоке у торгового агента Coproduction Office. Также в поддержку релиза компания Kotobukiya выпустила фигурку с главным героем (Bullet Man Real Figure) презентовав её на фестивале Comic-Con в Сан Диего в 2010 году. В 2010 году вышла одноимённая манга-новелизация, художником которой выступил Акира Фукая, а в качестве сценариста также был указан Синья Цукамото. Сюжет манги дословно повторял события фильма на протяжении всех трех выпусков, и дополнительно содержал обширное интервью с Цукамото, Фукаей и исполнителем главной роли, Эриком Боссиком.

## Критика
После премьеры в Венеции фильм получил «в основном негативные отзывы» критики. Так Лесли Фельперин из Variety похвалила «ретро» спецэффекты фильма, безумный монтаж, громкий звук и музыку, но раскритиковала повтор уже знакомого по предыдущим фильмам серии сюжета. Рэй Беннетт из The Hollywood Reporter раскритиковал диалоги и актёрскую игру, но также записал в плюсы фильма звук и монтаж.
Рецензенту блога Film School Rejects Адаму Чарльзу в комментариях фильма не понравились «резкие» визуальные эффекты и звуки, и он также раскритиковал использование английских диалогов: «когда восемьдесят процентов актёрского состава не говорят на нём <английском> достаточно хорошо, то никакая режиссура не может дополнить того, чего они не могут высказать». Том Мес из с сайта Midnight Eye назвал фильм «настоящим Тэцуо-фильмом, настолько насколько это настоящий фильм Цукамото», а также в своей рецензии защитил использование английского языка в качестве стилистического выбора. При этом он назвал неудачным то, как в фильме презентуется трансформация главного героя, а также указал на отсутствие в фильме выраженного эротизма предыдущих фильмов серии.